# Camp Mobile
Camp Mobile, fundada el febrer de 2013, és una empresa de desenvolupament d'aplicació mòbil que té la base a Seül, Corea. Els cocreadors Carner Lee i Jongmahn Park. L'empresa actualment opera sis serveis mòbils que varien de servei de xarxa social a aplicació smartwatch, incloent BAND, SNOW, Whoscall, WatchMaster, LINE Deco i LÍNIA Launcher.
Camp Mobile és subsidiari de NAVER Corporation, el portal i motor de cerca dominant de Corea. Camp Mobile té oficines de branca internacional en els EUA, Taiwan, i India.

## Història
El febrer de 2013, Mobile Camp va sortir de Naver Corporation amb l'aplicació BAND, una xarxa social de grup inicialment desenvolupada dins NAVER. El propòsit principal darrere de la sortida era que NAVER creés una unitat separada i àgil només enfocada a crear aplicacions mòbils per al mercat estranger.
El març de 2013, Camp Mobile van treure LINE Launcher, una aplicació Android.
El desembre, 2013, Camp Mobile va adquirir una funció mòbil taiwanesa de Gogolook, el desenvolupador del servei d'indetificació de trucades mòbils Whoscall.
El març de 2014, Camp Mobile van treure LINE Deco, una aplicació Androide/iOS que és un decorador de telèfon.
Dins maig, 2015, Camp Mobile va treure WatchMaster, una plataforma watchface de disseny per Desgast d'Androide.
El setembre de 2015, Camp Mobile va treure SNOW, una càmera app presentant filtres i adhesius animats.

## Productes
Les aplicacions mòbils de Camp Mobile són les següents:
- BANDA, treta l'agost de 2012, és un servei de comunicació del grup molt popular dins Corea amb més de 50 milions de descàrregues globals (al setembre de 2015).[1]
- SNOW és una càmera app que té filtres i adhesius animats amb capacitat de reconeixement facial. SNOW ha estat número 1 en la categoria de càmera en l'Appstore a Corea, Vietnam, i les Filipines. SNOW ha estat a la llista del Top 10 a l'Appstore japonès.
- Whoscall és un filtre spam del mòbil i un servei d'identificació de trucades que proporciona als usuaris informació de la persona que truca basant-se en la seva base de dade única que continua construint amb el sistema d'informe de la comunitat d'usuari. El nombre de descàrregues va assolir els 40 milions al setembre de 2015.[2]
- WatchMaster és una plataforma de disseny de watchface per Android War. WatchMaster ha estat seleccionat com a Google Play's Featured app.
- LINE Deco és una aplicació Android/iOS que és un decorador de smartphone, ofereix icones de disseny, fons de pantalla, i widgets. LINE Deco va superar els 30 milions de descàrregues a l'octubre de 2015.[3]
- LINE Launcher és una app Android launcher app especialitzada en decorar el telèfon. El nombre de descàrregues va assolir els 20 milions a l'agost de 2015.